# 1 Pułk Piechoty Honwedu
1 Pułk Piechoty Honwedu (HonvIR 1, HIR.1) – pułk piechoty królewsko-węgierskiej Obrony Krajowej.
Pułk został utworzony w 1886 roku. Okręg uzupełnień – Budapeszt.
Kolory pułkowe: szary (niem. schiefergrau), guziki złote. Skład narodowościowy w 1914 roku 91% – Węgrzy. Sztab oraz wszystkie 3 bataliony stacjonowały w Budapeszcie.
Wszystkie bataliony walczyły na froncie wschodnim. Bataliony wchodziły w skład 81 Brygady Piechoty Honwedu należącej do 20 Dywizji Piechoty Honwedu, a ta z kolei do III Korpusu w 2 Armii.

## Dowódcy pułku
- płk Ludwig Bartha (1914[3])